# گودل، اشر، باخ
«گودل، اشر، باخ: بافتهٔ گرانسنگ ابدی» (انگلیسی: «Gödel, Escher, Bach: An Eternal Golden Braid») یک کتاب از ریاضی‌دان و فیزیک‌دان آمریکایی داگلاس هوفشتاتر است. موضوع اصلی این کتاب دربارهٔ آگاهی، هوش و هوش مصنوعی است و نویسنده می‌کوشد توضیح دهد که چطور یک موجود جاندار می‌تواند از دل مادهٔ بی‌جان برآید. چگونه یک سیستم زمانی که ظاهراً از اجزای بی‌معنی ساخته شده‌است می‌تواند با استفاده از مفهوم ارجاع به خود و قوانین منطق مفاهیم معنی‌دار بسازد. چگونه مفاهیم بسیار ساده‌ای چون یاخته‌های عصبی می‌توانند برای انسان هوش به وجود بیاورند و آن را با رفتار یک کلونی مورچه‌ها مقایسه می‌کند که رفتار هر مورچه بسیار ساده اما رفتار کلونی هوشمند است. در ادامه نویسنده به گمانه زنی دربارهٔ هوش مصنوعی و امکان دستیابی به آن می‌پردازد.
هوفشتادر در در فصل‌های مختلف این کتاب ۱۰۰۶ صفحه‌ای به موضوع‌های متنوعی چون منطق صوری، حساب گزاره‌ها، ارتباطات و مفهوم «معنا» ، ذن، زیست‌شناسی مولکولی و ژنتیک، برنامه‌نویسی کامپیوتری، موسیقی، هنر جدید و … می‌پردازد و نهایتاً می‌کوشد پدیدهٔ آگاهی را با استفاده از مفهوم‌هایی چون «خودارجاعی» و «حلقه‌های عجیب» توضیح دهد. او به‌طور مفصل دربارهٔ کارهای منطق‌دان اتریشی کورت گودل، نقاش هلندی موریس اشر و آهنگساز آلمانی یوهان سباستیان باخ بحث می‌کند و عنوان می‌کند که آثار آنان همگی سایه‌هایی از یک ذات استوار مرکزی در جهت‌هایی مختلف هستند و به همین دلیل است که در این کتاب درون یک بافتهٔ گرانسنگ ابدی در هم بافته شده‌اند.
گودل، اشر، باخ در سال ۱۹۸۰ برندهٔ جایزه پولیتزر شد و در زمینهٔ موضوع خود جز کتاب‌های کلاسیک جهان شناخته می‌شود.

## چاپ در ایران
این کتاب در سال ۱۳۹۶ با ترجمه «مرتضی خرانه‌داری» ، «سروش ثابت» و «عبدالرضا خزانه‌داری» توسط نشر مرکز در ایران منتشر شد.